# 미나리아재비
미나리아재비(문화어: 바구지, 놋동이, 자래초)는 미나리아재비과에 속하는 여러해살이풀로 모간(毛茛)이라고도 부른다. 한국·중국·일본 등지에 분포한다.

## 생태
축축한 양지에서 잘 자라며 높이는 50 cm 정도이다. 뿌리에서 나온 잎자루가 긴 잎은 5각형의 둥근 심장형이며 3개로 깊게 갈라진다. 중앙의 열편은 보통 3개로, 옆의 열편은 2개로 다시 갈라지며 가장자리에 톱니가 있다. 줄기 위에 난 잎은 잎자루가 없고 3개로 갈라지며 열편은 선형으로 톱니가 없다. 꽃은 6월에 피며 취산상으로 갈라진 작은 잎줄기에 1개씩 달린다. 꽃받침은 5개, 타원모양이며 겉에 털이 있고 수평으로 퍼져 안쪽으로 오목해진다. 꽃잎도 5개로 거꿀달걀 모양 원형이며 아래쪽에 작은 비늘조각이 있고 황색이며 윤이 난다. 수술과 암술이 많고 꽃턱잎은 짧으며 털이 없고 열매는 모여서 둥근 취과를 형성한다. 수과는 거꿀달걀 모양 원형이고 약간 평평하며 털이 없고 길이 2~2.5 mm로 끝에 돌기가 있다.

## 재배 및 관리
햇빛이 잘 드는 곳이면 흙을 가리지 않으므로 척박한 곳에 심어 키가 너무 크게 자라지 않도록 한다. 습기가 있는 땅에 자생하는 식물이므로, 주로 연못가 등의 습지에 심는다. 진 꽃을 따주면 꽃이 다시 올라온다. 습기가 많은 양지바른 곳에서는 세력이 너무 강해서 다른 식물의 자리까지 침범해서 문제가 되기도 한다.

## 쓰임새
어릴 때는 식용으로 쓰이고, 생약재로도 쓰이며, 독성이 강해 살충약재로 이용된다.

## 사진

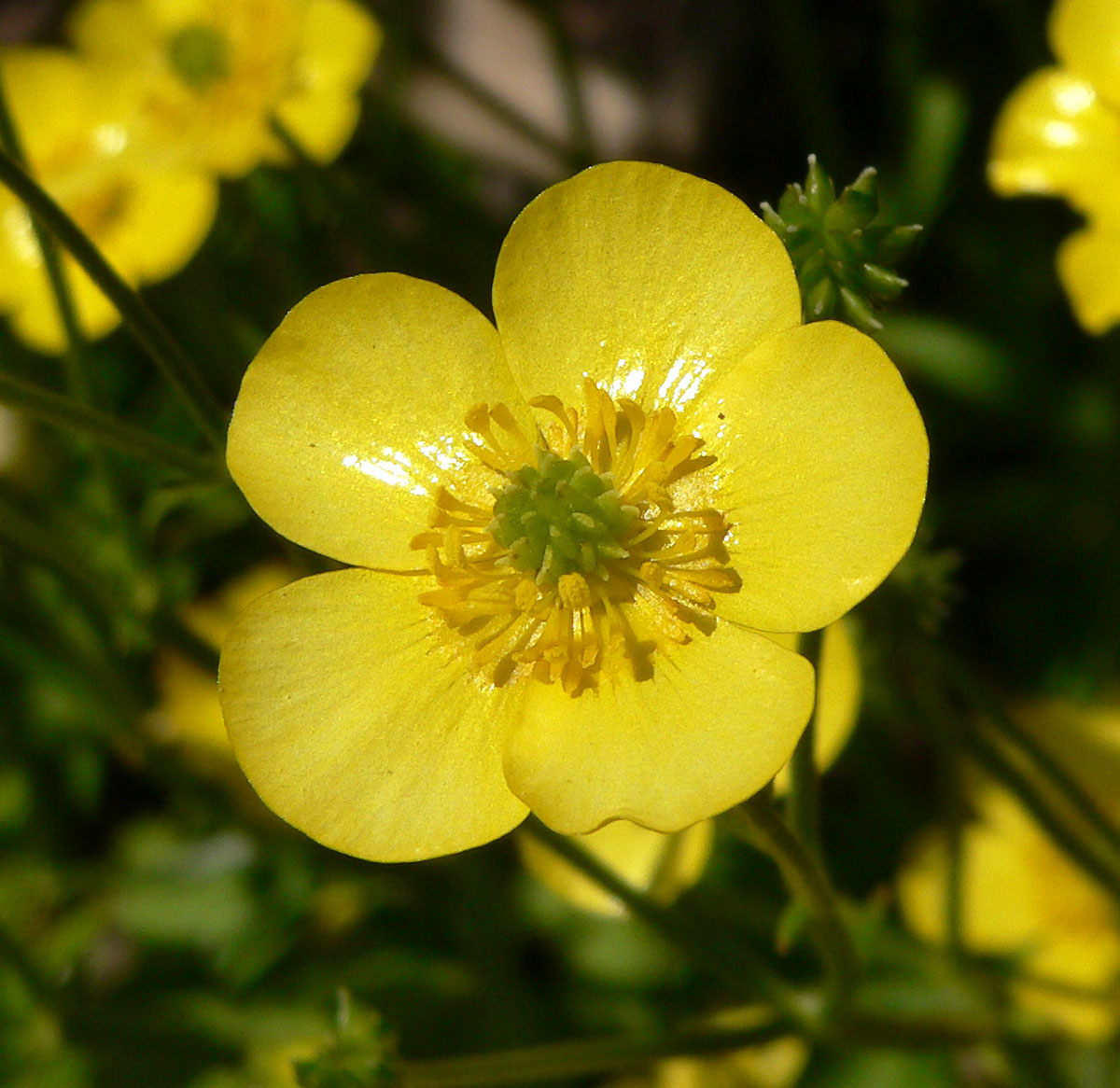
꽃
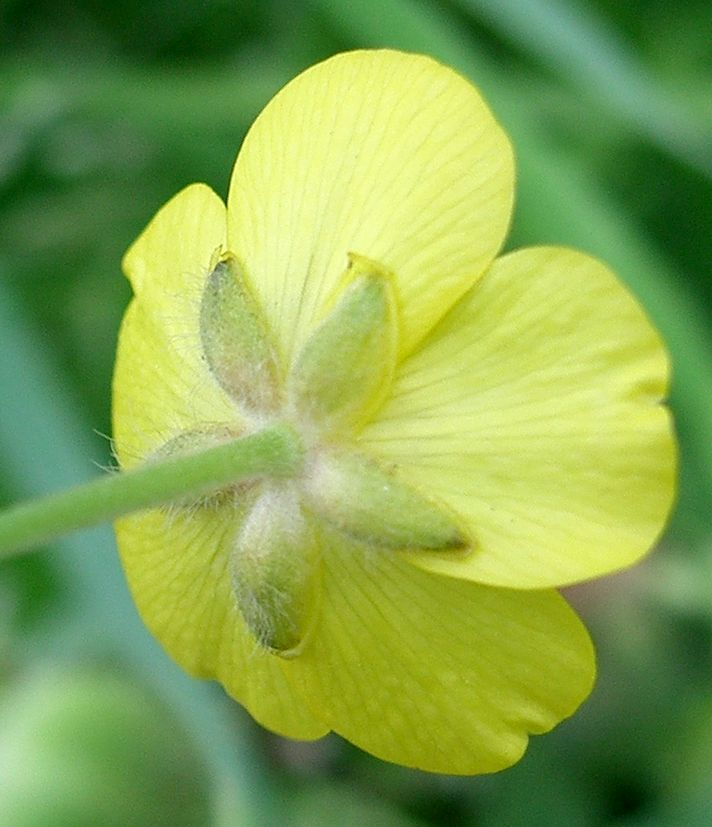
꽃받침
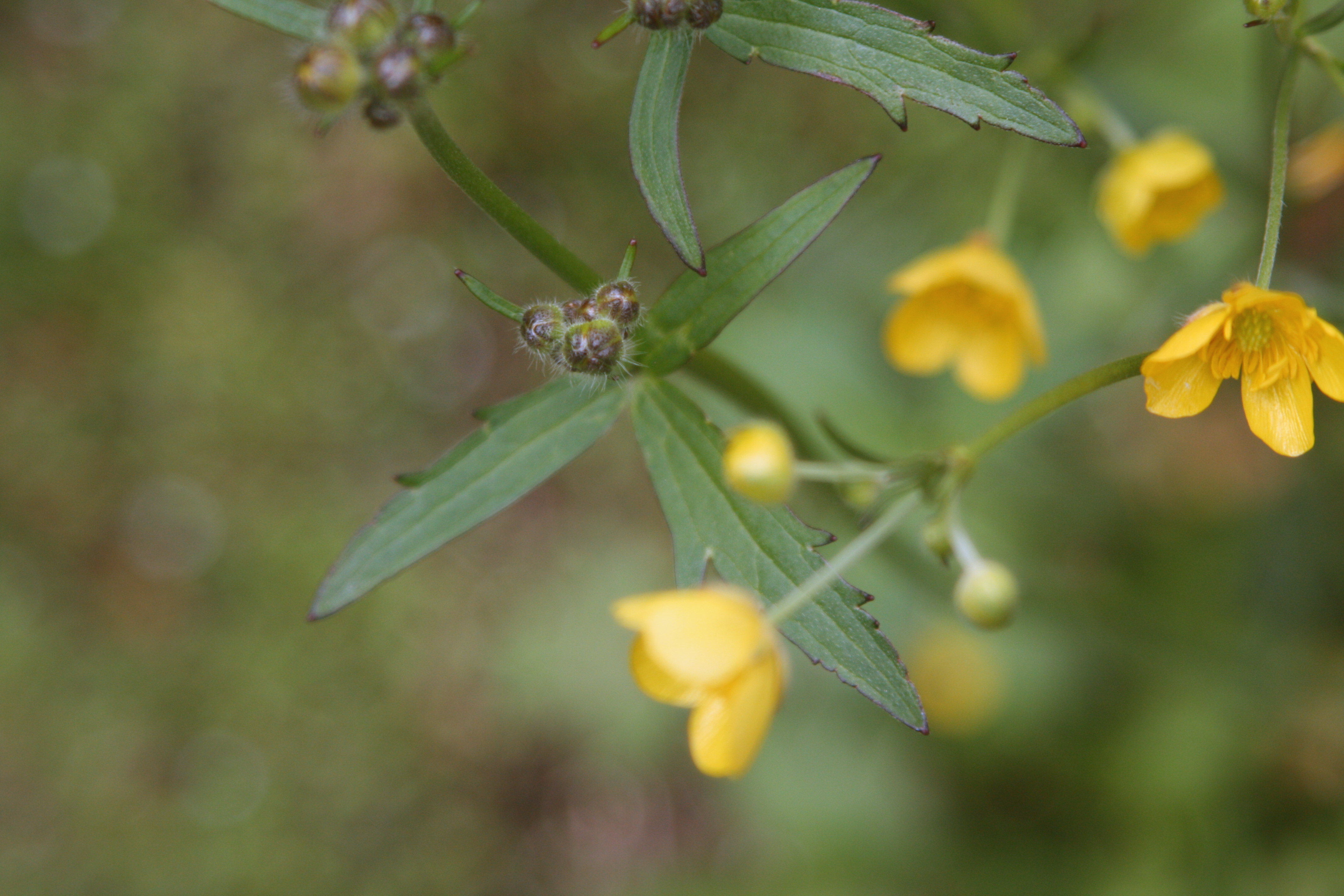
꽃망울
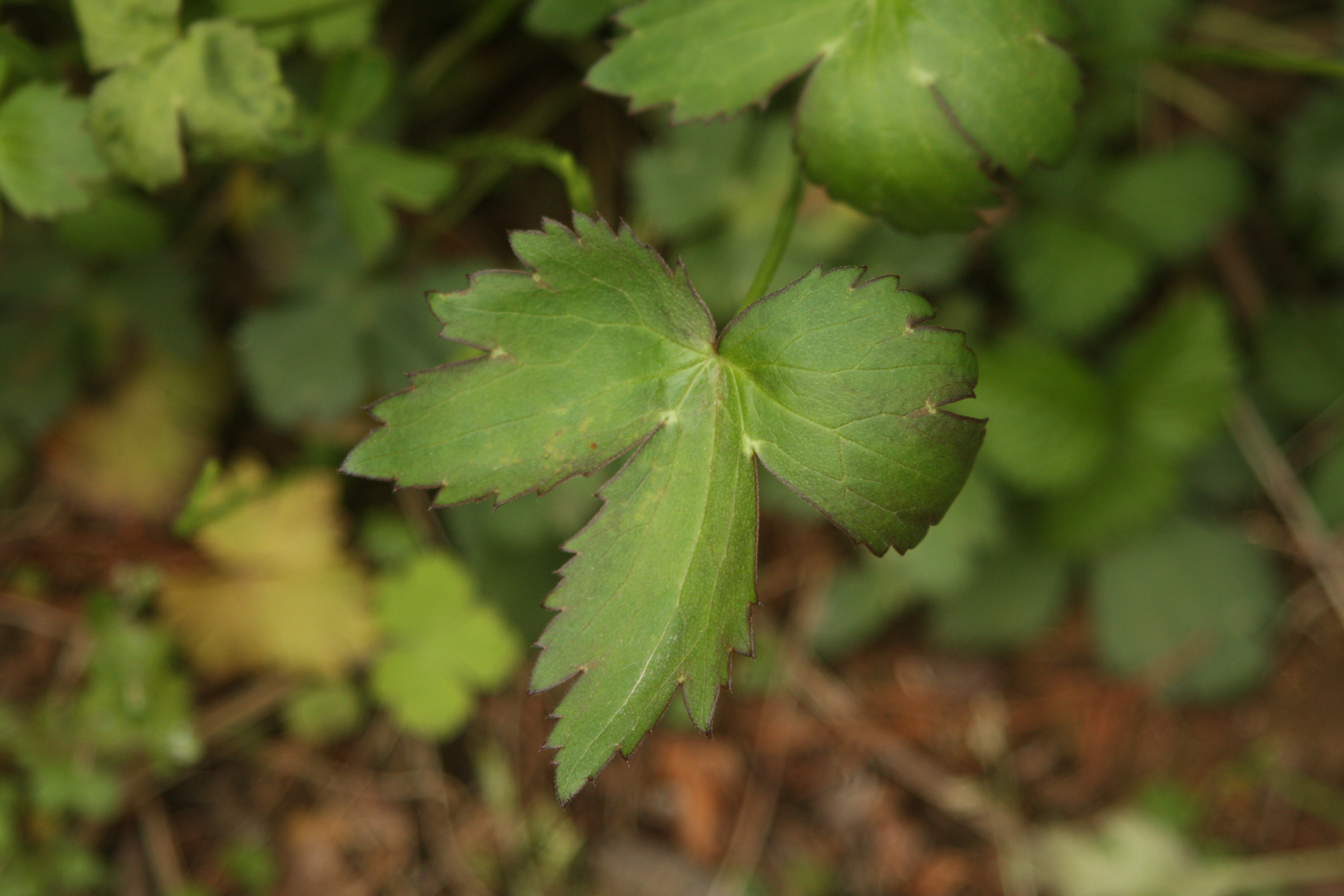
잎